# Sit pardalenc d'aiguamoll
El sit pardalenc d'aiguamoll (Ammospiza caudacuta) és una espècie d'ocell passeriforme de la família dels passerèl·lids (Passerellidae) que habita en aiguamolls d'Amèrica del Nord.

## Distribució i hàbitat
Només es troba a els aiguamolls amb marees al llarg de la costa atlàntica dels Estats Units. Es reprodueix al llarg de la costa nord, des de Maine fins a la badia de Chesapeake i hiverna al llarg de la costa sud, des de Carolina del Nord fins a Florida. El sit pardalenc d'aiguamoll prefereix l'hàbitat de pantans alts, dominat per l'herba de prat salat (Spartina patens) i el jonc del pantans (Juncus gerardii), que no s'inunda amb tanta freqüència com els aiguamolls baixos.
Migra de nit, viatjant per la costa. Aparentment només fa distàncies curtes i la majoria dels individus hiverna al llarg de la costa atlàntica sud.

## Comportament

### Vocalitzacions
Només els mascles canten. El cant és una sèrie complexa de brunzits, trinats i clapoteig roncs i amb prou feines audibles. Es distingeix del sit pardalenc de Nelson perquè és un brunzit més fort i com si xiulés seguit d'un «xip» brunzit. Els reclams d'ambdues espècies són aguts i indistingibles.

### Dieta
El sit pardalenc d'aiguamoll s'alimenta a terra al llarg dels canals dels aiguamolls o a la vegetació dels pantans, de vegades sondejant el fang durant la marea baixa. Més del 80% de la dieta consisteix en mosques, amfípodes, llagostes i arnes, especialment les larves, les pupes i les mosques soldats adultes. Durant l'hivern, també menja llavors. És oportunista i no fa fàstics a qualsevol tipus d'aliment.

## Reproducció
El sit pardalenc d'aiguamol no és territorial i té grans àrees d'habitat superposades. Els territoris d'habitat masculins són dues vegades més grans que els de les femelles i poden abastar 50 hectàrees.
Són promiscus i la majoria de cries són de descendència mixta. Durant l'època de nidificació, els mascles recorren llargues distàncies perseguint i copulant amb femelles independentment de la receptivitat. Només les femelles tenen cura dels polls, construeixen el niu, coven els ous i proporcionen menjar a les cries. El niu és una copa oberta construïda amb herba, generalment unida a l'herba d'algun tipus de poàcea com l'Spartina patens o de joncs (Juncus gerardii) a una alçada de 6 a 15 centímetres. La mida de la posta és de 3 a 5 ous. La incubació comença després de la posta de l'últim ou i triga entre 11 i 12 dies. Les cries emplomen entre 8 i 11 dies després de l'eclosió però romanen dependents de la mare durant 15 a 20 dies més.
La causa principal de la mortalitat en els nius són les inundacions a causa de les tempestes i les marees de primavera periòdiques excepcionalment altes que es produeixen cada 28 dies durant la lluna nova. El sit pardalenc d'aiguamol presenta diverses adaptacions a les inundacions, com ara la reparació del niu, la recuperació d'ous, la re-nidificació ràpida i la sincronització de la reproducció amb el cicle lunar. La nidificació comença immediatament després d'una marea de primavera, permetent que les cries s'enfilin abans de la següent marea de primavera. Normalment es crien dos polls per temporada de reproducció.

## Estat de conservació
L'estat de conservació del sit pardalenc d'aiguamol és molt preocupant a causa de la pèrdua d'hàbitat que provoca la fragmentació en petites poblacions. Les maresmes són un dels hàbitats més amenaçats del món per l'extensió natural limitada, la llarga història de modificació humana i l'augment anticipat del nivell del mar. La propagació de les Phragmites (canya invasora) també ha contribuït a la pèrdua d'hàbitat. El sit pardalenc d'aiguamol és molt sensible a l'augment del nivell del mar per les inundacions que provoquen la destrucció dels nius. A més, és especialment susceptible a la bioacumulació de mercuri, però els efectes d'aquest sobre la supervivència no estan clars.
Les poblacions de sit pardalenc d'aiguamol van disminuir entre un 5% i un 9% anual entre la dècada de 1990 i la dècada de 2010, donant lloc a una disminució total de més del 75%. Si no es fa cap intervenció, es preveu que s'extingeixi el 2050. El sit pardalenc d'aiguamol va ser inclòs a la llista d'observació d'ocells de l'estat d'Amèrica del Nord del 2016 amb una puntuació de preocupació de 19 sobre 20, i el Servei de Pesca i Fauna Salvatge dels Estats Units du a terme una revisió de l'estat per determinar si l'espècie s'ha d'incloure a la llista de la llei ambiental d'espècies en perill d'extinció. La població total es va estimar en 53.000 el 2016.

## Taxonomia
El nom de l'espècie “caudacuta” és llatí i significa "cua afilada". Els parents més propers són el sit pardalenc de Nelson (Ammospiza nelsonii) i el sit d'aiguamoll (Ammospiza maritima).
En un principi es creia que tant el sit pardalenc d'aiguamol com el sit pardalenc de Nelson eren una sola espècie, anomenada pardal de cua afilada. Evidències en l'ADN mitocondrial suggereixen que les dues espècies van divergir fa uns 600.000 anys. Es creu que una glaciació del Plistocè va separar el sit primogèni en poblacions de l'interior i de la costa. El sit de l'interior es va convertir en un especialista en aiguamolls d'aigua dolça no mareal, mentre que el sit costaner es va convertir en un especialista en maresmes salades. Recentment, el sit pardalenc de Nelson ha ampliat la seva àrea de distribució per incloure les maresmes costaneres i el mestissatge es produeix on les dues espècies es superposen.
Es reconeixen dues subespècies:
- A. c. caudacuta (Gmelin, 1788), la subespècie nominal, localitzada al nord-est del USA, cria des de Maine fins a Nova Jersey,
- A. c. diversa (Bishop, 1901), a l'est d'USA, cria a Maryland i Virgínia. Té ratlles més contrastades a l'esquena i una capçada més fosca que A. c. caudacuta.[30]